# Nicolas Malebranche
Nicolas Malebranche (ur. 6 sierpnia 1638, zm. 13 października 1715) – francuski filozof wywodzący się ze szkoły kartezjańskiej; także: duchowny katolicki ze zgromadzenia oratorian.

## Życiorys
Malebranche urodził się w Paryżu, tam też odebrał wykształcenie (filozofia na Collège de la Marche oraz teologia na Sorbonie). W 1660 wstąpił do zgromadzenia oratorianów poświęcającego się w szczególności zgłębianiu teologii. Ten okres był dla Malebranche'a czasem wytężonej pracy – zajmował się studiami nad Euzebiuszem z Cezarei, Sokratesem oraz filozofią chrześcijańską (w szczególności Św. Augustyna).
W 1664 przypadkowo zetknął się z Traktatem o człowieku (Traité de l'homme) Kartezjusza, dziełem, które wywarło na nim ogromne wrażenie. Po dziesięciu latach szczegółowych studiów nad Kartezjuszem, Malebranche wydał słynne De la recherche de la verité (W poszukiwaniu prawdy), które pozostało jego głównym dziełem. Składało się ono z 6 ksiąg, z których 5 traktowało o źródłach błędów w zmysłach, wyobraźni, rozumie, skłonnościach i namiętnościach, a ostatnia z nich poświęcona została metodzie poznania prawdy. Jak większość wielkich metafizyków XVII wieku, Malebranche również interesował się zagadnieniami matematycznymi i przyrodniczymi, a w 1699 został honorowym członkiem Francuskiej Akademii Nauk.
Wymienia się go często jako twórcę okazjonalizmu (w rzeczywistości rozwinął on teorię Arnolda Geulincxa).

## Dzieła
- De la recherche de la vérité. Où l'on traite de la Nature de l'Esprit de l'homme, & de l'usage qu'il en doit faire pour éviter l'erreur dans les Sciences (1674-1675)
- Traité de la nature et de la grâce (1680)
- Conversations chrétiennes
- Traité de morale
- Entretiens sur la métaphysique, sur la religion et sur la mort (1688)
- Traité de l'amour de Dieu
- Entretien d'un philosophe chrétien et d'un philosophe chinois sur l'existence et la nature de dieu (1708)
- Lettres à Dortous de Mairan
- Réflexions sur la prémotion physique
- Recueil de toutes les réponses à M. Arnauld